# Символ нескінченності

Варіанти написання символу нескінченності

Символ нескінченності {\displaystyle \infty } — математичний символ, що представляє концепцію нескінченності. Він позначається ось так ∞.

## Історія

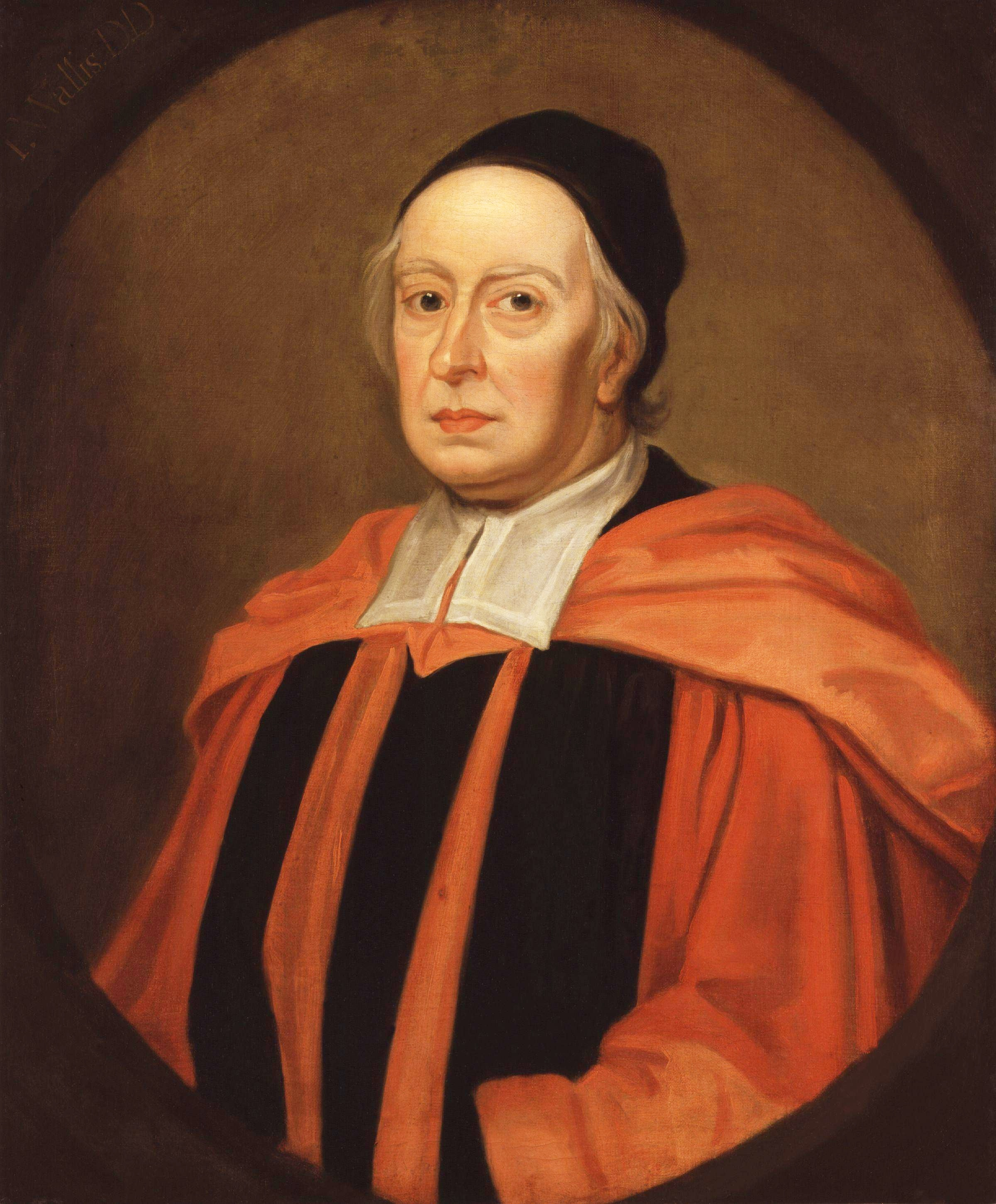
Англійський математик Джон Валліс, який ввів символ нескінченності в математичну літературу.

Символ, який використав Ейлер для позначення нескінченності.

Введення символу нескінченності в математичному сенсі в його сучасному вигляді належить англійському математику Валлісу, який вперше використав цей символ у своєму трактаті 1655 «Про конічні перетини» (лат. De sectionibus conicis). У своїй книзі Валліс ніяк не пояснив вибір цього символу для позначення нескінченності, за деякими припущеннями, це міг бути варіант запису числа 1000 римськими цифрами (спочатку виглядала як  CIƆ , або  CƆ ), або букви омега (ω) — останньої букви грецького алфавіту .
Леонард Ейлер використовував особливий, відкритий варіант символу нескінченності  для того, щоб позначити «абсолютну нескінченність» (лат. absolutus infinitus). Цей символ нескінченності згодом ніхто не використовував і він не представлений в Юнікоді.

## Використання

Символ довговічного паперу в палітурній справі.

У математиці символ нескінченності використовують найчастіше для вираження потенційної нескінченності. Наприклад, в математичному позначенні границі:
{\displaystyle \sum _{i=0}^{\infty }{\frac {1}{2^{i}}}=\lim _{x\to \infty }{\frac {2^{x}-1}{2^{x-1}}}=2},
знак нескінченності можна умовно інтерпретувати в тому сенсі, що змінна досягає як завгодно великих значень (прагне до нескінченності), не приймає значення, рівного нескінченності.
В інших галузях символ нескінченності може мати інший сенс; наприклад, в палітурній справі його використовують для вказівки, що книга надрукована на довговічному папері .

## Символіка

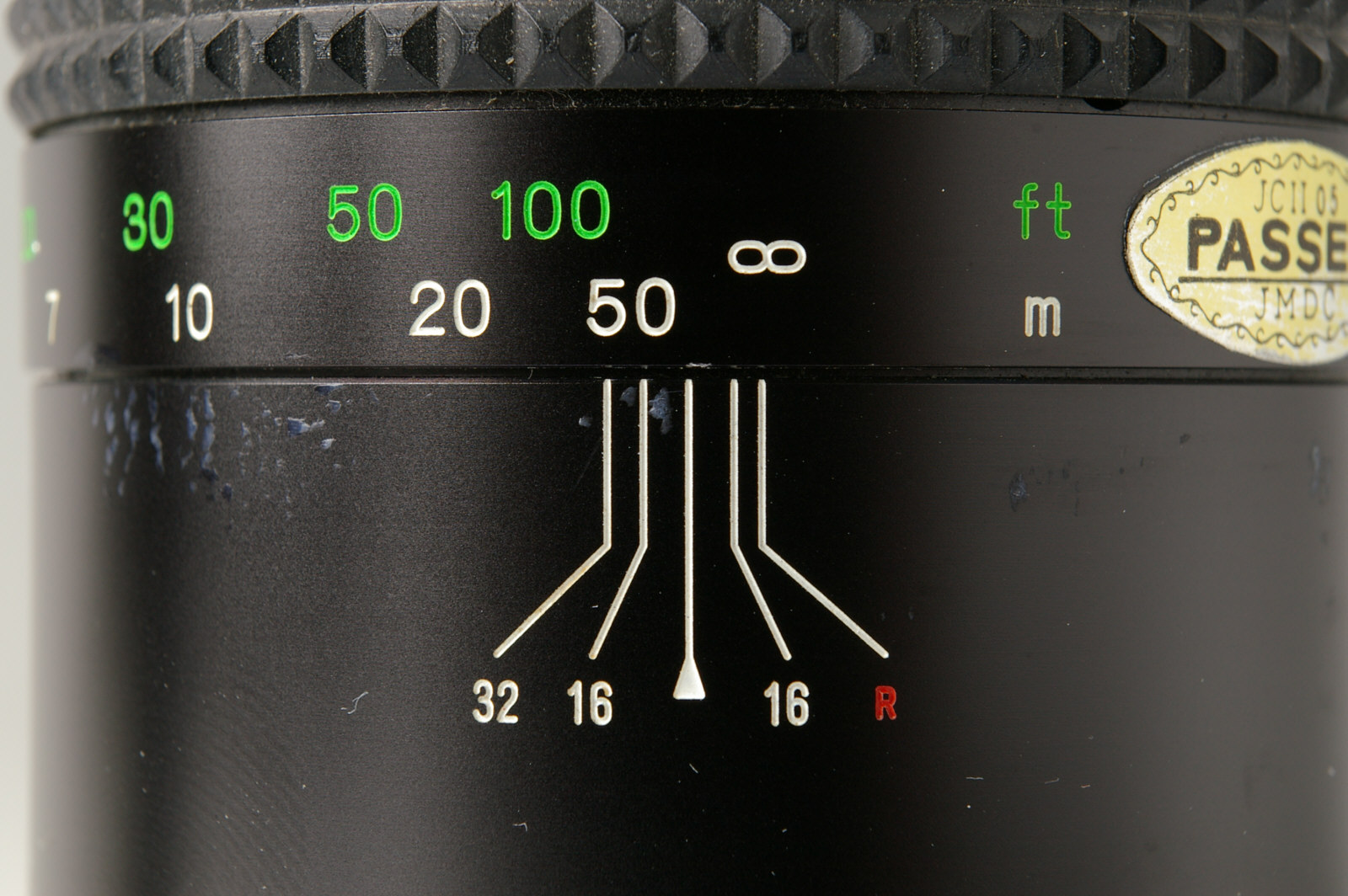
Вид зверху на об'єктив камери, індикація фокусної відстані видно символ нескінченності

В сучасній містиці символ нескінченності нерідко ототожнюється з образом Уробороса — змії, яка поїдає власний хвіст .
Веселковий знак нескінченності - символ руху за нейрорізноманіття[джерело?]. 
Золотий знак нескінченності - символ руху за прийняття аутизму[джерело?].

## Застосування в графічному дизайні

Прапор метисів 1816

Символ нескінченності нині[коли?] став популярним елементом графічного дизайну. Наприклад, це зображення є основним на прапорі канадських метисів, під яким прихильники Північно-західної компанії виступили в битві біля семи дубів 1816 .
Багато сучасних великих компаній використовують символ нескінченності в своїх корпоративних логотипах, зокрема, Infiniti, Room for PlayStation Portable, Microsoft Visual Studio, CoorsTek та інші.

## Кодування
В Юнікоді нескінченність позначена символом ∞ (U + 221E), в макропакет LaTeX як {\displaystyle \infty } (\infty), є також
інші варіанти кодування .